# Иванда (Ђулвез)
Иванда (рум. Ivanda) је село у општини Ђулвез, која припада округу Тимиш у Румунији. Назив села је настао вероватно по летњем црквеном празнику Ивандану. Насеље је значајно по присутној српској националној мањини у Румунији.

## Положај насеља
Село Иванда се налази у источном, румунском Банату, на 15 км удаљености од Србије. Од Темишвара село је удаљено око 40 км. Сеоски атар је у равничарском делу Баната.

## Историја
По "Румунској енциклопедији" први помен места је 1333. године у вези са папским давањима. Војни попис аустријске администрације регистровао је ту 1717. године 40 домова. Насеље су као спахилук купили од ерара 1781. године, Цинцари браћа Наум и Константин Моска. Власници су 1783—1784. године колонизовали у Иванду Србе кметове. Уследило је делимично одсељавање православаца и исто толико досељавање Немаца из околине. Али српски етнички карактер села се дуго задржао.
Српски карактер села се показује 1660. године у Катастигу манастира Пећке патријаршије. Калуђери су скупљајући прилоге записали мештане дародавце: домаћин (код кога су коначили) кнез Продан, Лаза син Живков, Ника син Проданов, Тома и Никола попов.
У опису Темишварске епархије 1764. године помињу се општине Иванда и Ђулвез у Чаковачком протопрезвирату. Царски ревизор Ерлер 1774. године закључује да је то место насељено Србима у Чаковачком округу. Село је потом постало посед спахије Иштвана Карачоњија. Када је 1797. године пописан православни клир у месту су била два свештеника. Оба пароха, поп Михаил Поповић (рукоп. 1783) и поп Арсеније Поповић (1788) служили су се само српским језиком.
У Иванди се постојао извор горке воде која се користила за лечење људи, од „грознице”. Половином 19. века ту воду су извозили, чак и у Америку.
Иванда је 1905. године велика општина у Неметпардањском срезу. Ту живи 1.511 становника у 247 домова, а Срби су у већини. У селу живи 1.021 православна душа или 68%, са 176 кућа. Од српских јавних здања ту су православна црква и народна школа. ПТТ комуникација функционише у месту.

## Становништво
Средином 19. века као и у већини банатских места број Срба опада. По попису из 1847. њихов број је износио 1.139, да би двадесет година касније ту живело 1.007 Срба православаца. Протопрезвитерски извештај за крај 1891. године показује да у тој српској православној парохији живи 1.032 православне душе у 182 српска дома. По последњем попису из 2002. године село Иванда имало је 613 становника. Последњих деценија број становника опада.
Село је некада било претежно насељено Србима, али су после више колонизација румунског становништва они данас постали мањина. Национални састав на појединим пописима био је следећи:
| Година пописа | 1910. год.    | 1992. год.  | 2002. год.  |
| Укупно ст.    | 1.477         | 539         | 613         |
| Срби          | 1.034 (70,0%) | 168 (31,2%) | 148 (24,1%) |
| Румуни        | 49 (3,3%)     | 344 (63,8%) | 438 (71,5%) |
| Немци         | 301 (20,4%)   | - (0,0%)    | - (0,0%)    |
| остали        | 93 (6,3%)     | 27 (5,0%)   | 27 (4,4%)   |

## Религија
Православна црква је посвећена Сабору Светога арханђела Михаила и Гаврила. Аутори иконостаса: Резбар неидентификован, сликар Евген Шпанг (Еуген Спанг) Тематски садржај иконостаса: у соклу - четири библијске сцене; на царским дверима - Благовести; на бочним - Свети архиђакон Стефан, односно Свети Георгије; изнад царских двери - Тајна вечера; изнад бочних - Улазак у Јерусалим, односно Сусрет Марије и Јелисавете; престоне иконе - Свети Никола, Богородица, Спаситељ, Претеча; празничне иконе - Рођење, Крштење, Васкрсење, Вазнесење Христово, Силазак Светога Духа, Преображење; у луку - тематски склоп Распећа, бочно са обе стране - апостоли. Аутор зидног сликарства: Нема зидног сликарства Други познати уметници: зографи Никола, Недељко и Шербан Поповић, аутори старог иконостаса из 18. века, Стефан Поповић, аутор појединачних икона.
Пећки калуђери су у месту сакупљали милостињу 1660. године и забележили неког Николу Поповог, а године 1767. записана су два свештеника (обојица беху мештани). Крај толико посредних података о развијености верског живота, непосредни подаци о старим црквама било да нису сачувани, било да још нису откривени. Православно парохијско звање је основано и црквене матичне књиге се воде од 1779. године. У Иванди је 1846. године било 1.139 православних житеља. Свештеници су тада били Петар Омаљевић и Јован Поповић. Поп Лука Поповић родом из Врањева (1808) био је свештеник у Врањеву, Карловцима, Овсеници и Иванди - где је умро са 46 година живота 1854. године. Поповић се школовао у Вршцу и Карловцима, где је завршио поетику и богословију. Његових свих пет кћерки и оба сина су се бавили позоришном глумом (1861). Кћи Драгиња глумица је постала супруга чувеног глумца Добре Ружића.
Садашња црква је сазидана од печене цигле 1852. године. Иконостас је много познији: и резба и слике занатски су рад Темишварца Евгена Шпанга (Еуген Спанг) из 1897. године. Најстарија црквена књига је Вуковићев "Минеј", штампан у Венецији 1532. године Обнова икона на иконостасу извршена је 1936. године. По митрополијском извештају из 1865. године православна парохија Иванда је IV платежне класе, са 1.163 православних верника.
Године 1905. у месту је српска црквена општина, скупштина је редовна под председништвом Живана Матића. храм је тада у добром стању, а у месту су два српска православна гробља. Парохија је пете платежне класе, има парохијски дом а парохијска сесија износи 35 кј. земље. Додељена је та упражњена парохија 1906. године администратору свршеном богослову из Карловаца, Марку Протићу, којег је замењивао поп Василије Петровић из Српског Семартона. Расписан је 1906. године стечај за упражњено место пароха, у парохији V плаћевног разреда. Парох је 1907—1910. године поп Радивој Станижан, родом из Ченте.
Садашње стање црквеног објекта: Грађевина је у добром стању. Као и већина српских цркава из шире околине, има споља облик лађе, унутра облик крста, лучну олтарску апсиду и торањ. Одликује се упадљивом западном фасадом украшеном са четири масивна стуба, који јој дају израз стабилности и отмености и сврставају међу боље примерке црквене архитектуре 19. века у Банату. Значајне покретне уметничке вредности и културно-историјске знаменитости: у торњу су смештена четири звона. Црквене књиге већином су из 18. и 19. века. На западној фасади стоји спомен-плоча са именима Срба мештана погинулих у Првом светском рату. Храмовна слава се прославља на празник Сабора Светога арханђела Гаврила (Летњи Свети Арханђео). Свештеник: Место пароха је упражњено; парохију опслужује парох Српског Семартона, одржавајући богослужења наизменично у Српском Семартону и Иванди.
Остале цркве у месту: Римокатоличка црква.
Из списка претплатника једне српске књиге (ћириличне) види се поредак у селу: поп Живан Поповић парох администратор, Симеон Радосављевић епитроп, Филип Николић касир и надзиратељ школски те Кузман Пантић учитељ. Године 1855. купци претплатници српске књиге из Иванде су били: пароси Лука и Јован Поповић, учитељ и свршени богослов Урош Поповић. Ту су и црквени "пјевци": Спасоје Станојевић, Исидор Миловановић, Аркадије Бранковић и Милан Благојев. Од осталих Василије Поповић ишпан и Емануил Шашин касир.

## Образовање
По државном попису православног клира из 1846. године у селу је било 24 ученика, којима је предавао Кузман Пантић учитељ. У народној иванданској школи је фебруара 1860. године расписан конкурс за српског учитеља, са платом годишњом 105 ф. Новоименовани учитељ у Иванди је тада Георгије Богосав. Учитељ Богосав, који је завршио "Романску Препарандију" у Араду, али без гимназије, прешао је 1867. године са службом у Ченеј. Расписани конкурс за ивандског учитеља из 1866. године садржи понуду о плати: 195 ф. и 4 ланца земље. За школу у Иванди се каже 1867. године да је чисто српска. Ђорђе Грбановић је привремени учитељ у месту 1867. године, очекује се да положи учитељски испит у Сомбору. Грбановић је као и његов претходник завршио Препарандију на румунском језику у Араду, али без гимназијске спреме, квалификован само за сеоске основне школе. Тражен је учитељ у Иванди 1880. године са основном платом од 110 ф. Расписани стечај за учитеља 1886. године у Иванди показује да му је понуђена плата у новцу износила 150 ф., са 36 кибли жита, 20 кибли кукуруза, 2 хвата дрва, 4 хвата сламе као и 50 новчића "од сахране ако буде позван". Плата учитеља је морала бити коригована, да би била примамљивија. Бранко Чавић ивандски учитељ 1886/1887. године, тражио је да му се омогући приватно полагање учитељског испита. Међутим, одбијен јер је и претходне године "омануо". Светозар Пирошки је 1890. године прешао у Српски Падеј на катедру. Готово сваке године крајем лета се расписује стечај за учитеља у "учитељској штацији" Иванди: 1891, 1892, 1893, 1894. Тако 1892. године даје школски председник Васа Станојев сада 340 ф, накнада за 4 ланца земље - 40 ф. и плата за пофторну школу - још 20 ф. Постављен је 1892. године за привременог учитеља Коста Лазић само "да настава не би трпела". Иванданска школа је 1894. године тражила учитеља за рад, са платом од 400 ф. По расписаном стечају из 1899. године види се стање у месној школи. Претходни стечај није успео јер се ни један кандидат није пријавио, па је плата повишена. Тражио се учитељ у српској вероисповедној мешовитој школи (деца оба пола седе заједно) за годишњу основну плату од 440 ф., затим 5 ф. паушала, два хвата тврдих дрва, слободан стан са две собе, кујном и шпајзом, башта од 800 кв хв и 50 новчића од погреба "где буде позван". Од њега се очекивало да изводи редовну наставу поји на сваком богослужењу и током "часног поста" и да децу учи "црквеном пјенију". Милан Ристовић ивандански учитељ добио је 1900. године декрет о сталности. Године 1905. школа је српска народна са једним здањем зиданим 1872. године. Учитељ је Славко М. Косић, родом из Велике Кикинде, привремен тек ступио. Ту је већ учитељица Милица Славковић. Редовну наставу је пратило тада 18 ђака, а у пофторну школу ишло осам ученика старијег узраста. Дефинисана су два учитељска места у школи у Иванди (1907). Другу нову школу отворили су 1908. године у Иванди, а кафана у непосредној близини је затворена. Учитељ Душан Стојковић је 1909. године прешао у Жабаљ.